# Шаттуара II
Шаттуара II — царь Митанни, правил приблизительно в 1280 — 1267 годах до н. э. Опираясь на помощь хеттов и арамейских племен ахламу, впервые проявивших себя в это время как значительная сила, поднял восстание против Ассирии. Вначале митаннийцам удалось окружить ассирийскую армию Салманасара I и отрезать её от водных источников. Но ассирийцы всё же вырвались из окружения и разбили войско митаннийцев и их союзников хеттов и арамеев. Вся Верхняя Месопотамия была вновь присоединена к Ассирии, а Митанни навсегда прекратило своё существование. Салманасар сообщает в своей надписи, что он взял в плен 4 сароса (14 400) митаннийских воинов и всех их ослепил.
| Династия царей Митанни    |                                       |                              |
| Предшественник: Васашатта | царь Митанни ок. 1280 — 1267 до н. э. | Преемник: Завоёвано Ассирией |